# اچ‌ام‌اس فورمیدابل (۶۷)
اچ‌ام‌اس فورمیدابل (۶۷) (به انگلیسی: HMS Formidable (67)) یک کشتی بود که طول آن ۷۴۳٫۷۵ فوت (۲۲۶٫۷۰ متر) بود. این کشتی در سال ۱۹۳۹ ساخته شد.